# Kerfourn
Kerfourn é uma comuna francesa na região administrativa da Bretanha, no departamento Morbihan. Estende-se por uma área de 19,33 km². Em 2010 a comuna tinha 842 habitantes (densidade: 43,6 hab./km²).